# Donald Ryan
Donald Ryan (* in Trinidad) ist ein US-amerikanischer Pianist im Bereich des Ragtime, Jazz und der klassischen Musik sowie Hochschullehrer.

## Leben
Ryan begann bereits mit drei Jahren Klavier zu spielen. Als Jugendlicher war er als Radiopianist tätig. Er zog 1968 in die Vereinigten Staaten, erwarb den Bachelor an der Oral Roberts University und den Master in Musikpädagogik der University of Tulsa. Er begleitete den Sänger Simon Estes, mit dem er ein gemeinsames Album mit Spirituals aufnahm (Steal Away). Mit dem Tenor Kelly Ford legte er das Album Rhythms & Rhymes (2004) vor.
Gegenwärtig unterrichtet er an der Oral Roberts University und spielt im Trio im Raum Tulsa mit dem Bassisten Jim Bates und dem Schlagzeuger Ken Leverette, mit dem er einige Alben vorlegte. Als Ryan & Ryan tritt er als Klavierduo mit seinem Sohn, dem Pianisten Barron Ryan, auf. Ryan wurde mit dem Madeyska Preis beim neunten Internationalen Chopin-Wettbewerb 1975 in Warschau ausgezeichnet; 2006 wurde er in die Oklahoma Jazz Hall of Fame aufgenommen.